# Andrija Anković
Andrija Anković, född 16 juli 1937 i Gabela, död 28 april 1980 i Split, var en jugoslavisk fotbollsspelare.
Han blev olympisk guldmedaljör i fotboll vid sommarspelen 1960 i Rom.